# 4363 Sergej
4363 Sergej è un asteroide della fascia principale. Scoperto nel 1978, presenta un'orbita caratterizzata da un semiasse maggiore pari a 2,3767244 UA e da un'eccentricità di 0,2277033, inclinata di 8,72651° rispetto all'eclittica.